# Cheruskerweg

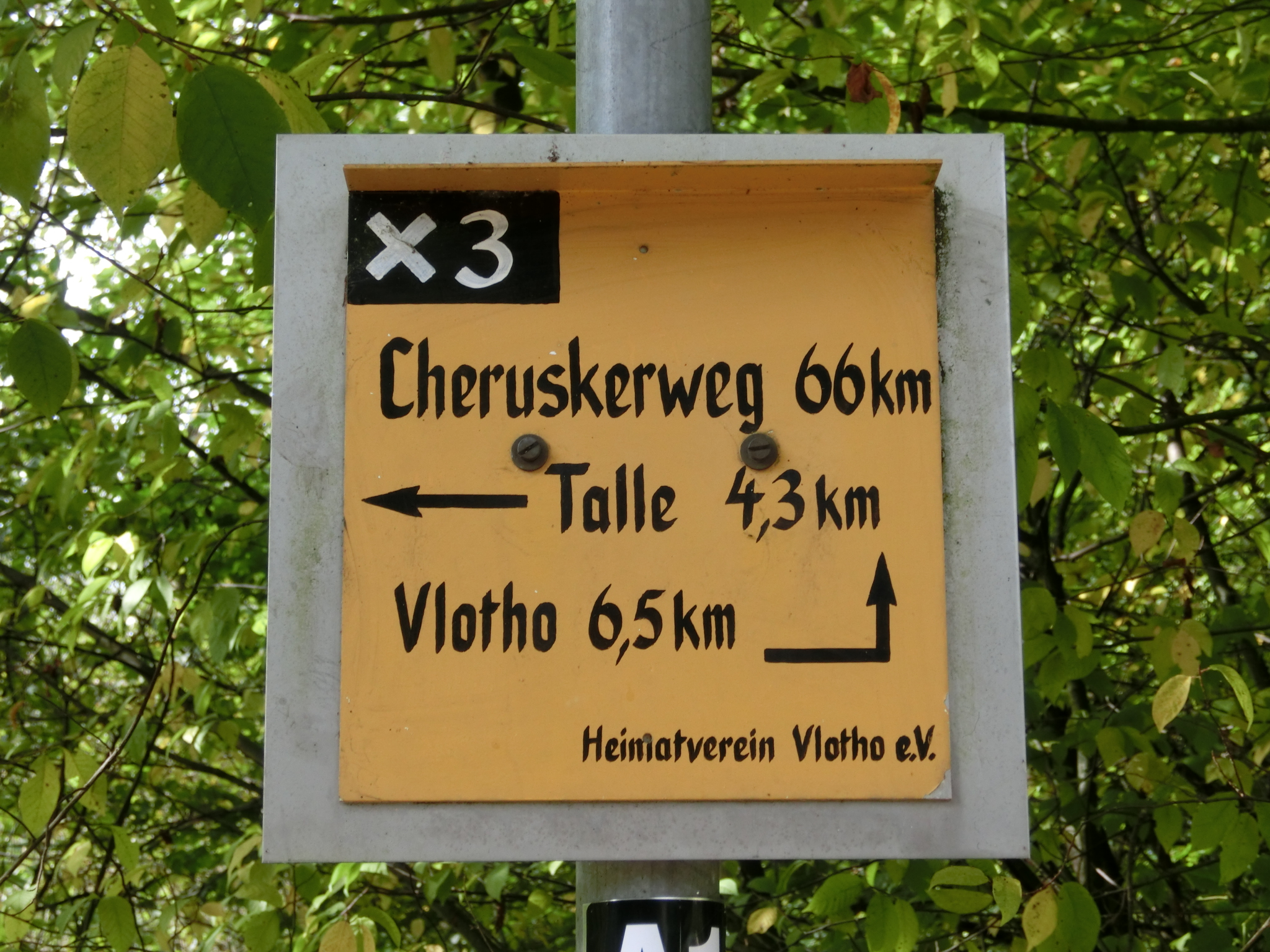
Markierung bei Vlotho

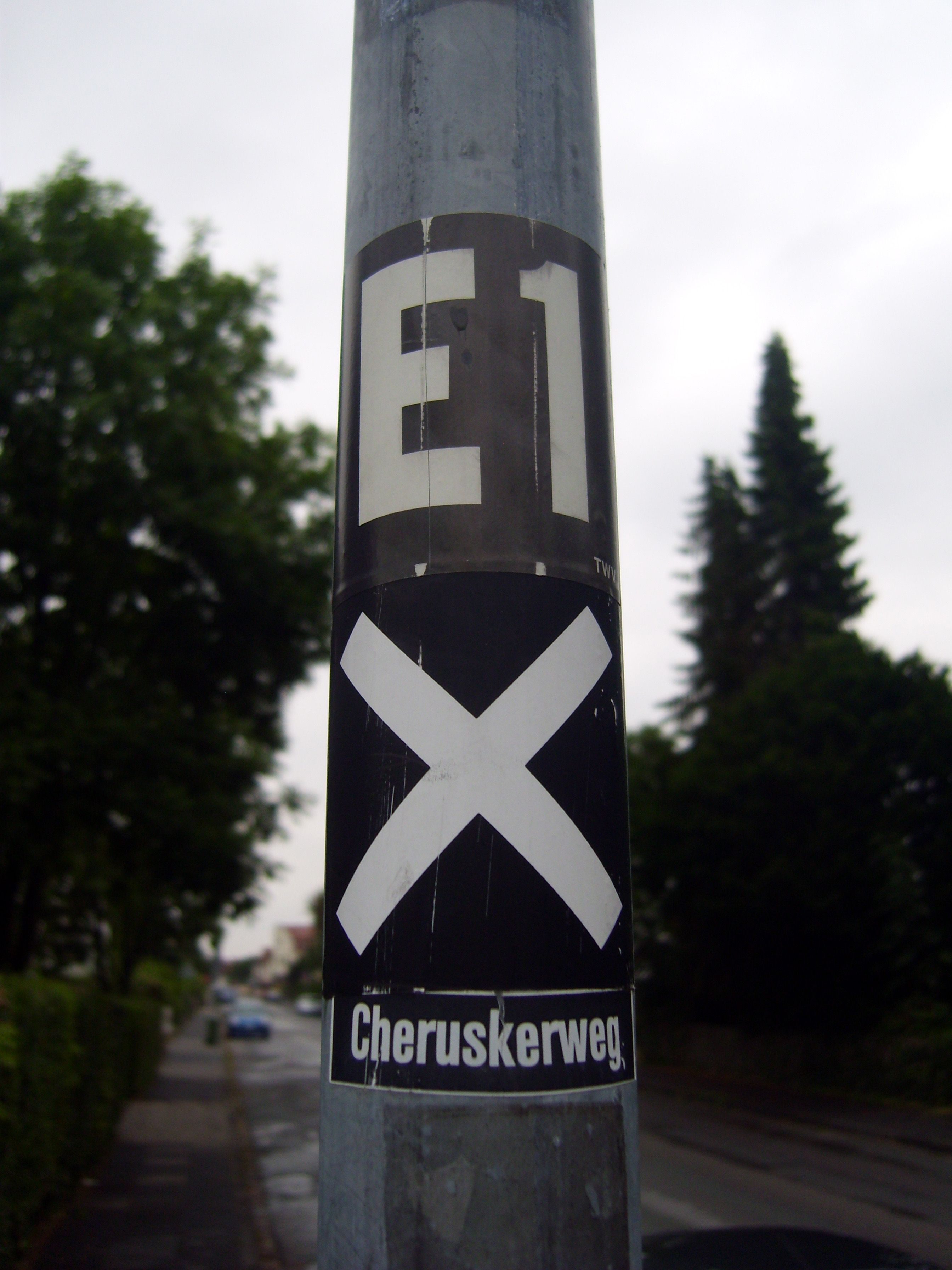
Markierung in Detmold

Der Cheruskerweg ist ein rund 70 Kilometer langer Fernwanderweg durch Ostwestfalen-Lippe im Nordosten Nordrhein-Westfalens. Der mit „X3“ markierte Wanderweg führt vom südlich von Detmold gelegenen Kreuzkrug nach Porta Westfalica im Kreis Minden-Lübbecke. Er gilt als östlicher Verbindungsweg zwischen dem Kammweg des Teutoburger Waldes, dem Hermannsweg, und dem Kammweg des Wiehengebirges, dem Wittekindsweg. Die Namensgebung verweist auf die Cherusker, einen zu Beginn der Zeitrechnung auf dem Gebiet des heutigen Ostwestfalen lebenden Germanenstamm. Ihr Anführer Arminius war maßgeblich für die Schlacht am Teutoburger Wald im Jahr 9 nach Chr. verantwortlich.
Betreut wird der Cheruskerweg vom Teutoburger-Wald-Verein sowie von örtlichen Heimatvereinen.

## Lage
Neben seiner landschaftlichen Schönheit verbindet der Streckenverlauf zahlreiche Sehenswürdigkeiten Ostwestfalen-Lippes miteinander. Beginnend mit dem Hermannsdenkmal passiert er in Detmold das LWL-Freilichtmuseum Detmold (das größte Bauernhausmuseum Europas), das Lippische Landesmuseum sowie das Fürstliche Residenzschloss Detmold. Der Fernwanderweg durchzieht die ehemalige Hansestadt Lemgo, den Geburtsort des Weltreisenden Engelbert Kaempfer. Ebenfalls direkt am Weg liegt das geschichtsträchtige Hexenbürgermeisterhaus, das an die hier im 17. Jahrhundert erfolgten Hexenverfolgungen durch Hermann Cothmann erinnert. Von Lemgo aus verläuft der Cheruskerweg durch das Lippische Hügelland in die Gemeinde Kalletal. In Talle, einem Ortsteil der Gemeinde, verbrachte Ex-Bundeskanzler Gerhard Schröder seine Jugendjahre. In Vlotho überquert der Wanderweg die Weser und mündet schließlich unterhalb des Kaiser-Wilhelm-Denkmals in den Europäischen Fernwanderweg E 11.
Der Cheruskerweg ist in beide Richtungen markiert. Er verläuft zumeist abseits größerer Verkehrswege über Feld- und Waldwege durch abwechslungsreiches Hügelland. Der Wanderweg lässt sich je nach Kondition und den Aufenthalten an den Sehenswürdigkeiten in zwei bis drei Tagen bewältigen. In allen Ortschaften entlang des Weges sind Übernachtungsmöglichkeiten vorhanden.